# Chráněná krajinná oblast Cerová vrchovina
Chráněná krajinná oblast Cerová vrchovina je jedna ze 14 chráněných krajinných oblastí na Slovensku. Má rozlohu 168 km2 a leží na jihu Slovenska u hranic s Maďarskem v Banskobystrickém kraji. Nachází se v geomorfologickém celku Cerová vrchovina v okresech Lučenec a Rimavská Sobota. Na západě je ohraničena Ipeľskou kotlinou a na východě Rimavskou kotlinou. Na přibližně 98 % procentech celkové výměry oblasti je ptačí oblast Cerová vrchovina – Porimavie. Vyhlášena byla v roce 1989. 

## Poloha
Chráněná krajinná oblast (CHKO) Cerová vrchovina leží na jihu Slovenska při hranicích s Maďarskem. Rozkládá se na území geomorfologického celku Cerová vrchovina v okresech Lučenec a Rimavská Sobota. Ze západu do ní zasahuje Ipeľská kotlina a z východu Rimavská kotlina. Co se týče pohoří, ze západu je ohraničena Krupinskou planinou, ze severozápadu Javorím a ze severu Stolickými vrchy. Území zahrnuje v rámci Matransko-Slanské oblasti velkou část Hajnáčské vrchoviny, jihovýchodní výběžek Fiľakovské brázdy a střední část Petrovské vrchoviny.
Nejrozšířenějším horninovým typem v CHKO jsou pískovce. V CHKO Cerová vrchovina se nachází pseudokrasová Labyrintová jeskyně, která je 182 m dlouhá. Nachází se v národní přírodní rezervaci Pohanský hrad. Další dominantou Cerové vrchoviny je množství kamenných moří, z nichž největší je Šurické kamenné moře.

## Maloplošná chráněná území
Národní přírodní rezervace
- Pohanský hrad
- Ragáč
- Šomoška

Národní přírodní památky
- Kostná dolina

Přírodní rezervace
- Dálovský močiar
- Hajnáčsky hradný vrch
- Horný Červený les
- Hrabovo
- Kerčík
- Kurinecká dubina
- Ostrá skala
- Pokoradzské jazierka
- Príbrežie Ružinej
- Ružinské jelšiny
- Steblová skala
- Svetlianska cerina
- Ťahan
- Vodná nádrž Gemerský Jablonec

Přírodní památky
- Belinské skaly
- Čakanovský profil
- Jalovské vrstvy
- Krivánsky potok
- Lipovianske pieskovce
- Soví hrad
- Zaboda

Chráněné areály
- Alúvium Blhu
- Beležír
- Fenek
- Hikóriový porast
- Jasenina
- Kúpna hora
- Martinovská nádrž
- Pod šťavicou
- Rovnianska gaštanica
- Vinohrady
- Volavčia kolónia